# کوین مک آلیستر
کوین مک آلیستر (انگلیسی: Kevin Mac Allister؛ زادهٔ ۷ نوامبر ۱۹۹۷) بازیکن فوتبال اهل آرژانتین است که در حال حاضر برای باشگاه فوتبال یونیون سن ژیلواز بازی می‌کند.
از باشگاه‌هایی که در آن بازی کرده‌است می‌توان به باشگاه فوتبال یونیون سن ژیلواز و باشگاه فوتبال آرژانتینوس جونیورز اشاره کرد.

## زندگی شخصی
کوین مک آلیستر اصالتی اسکاتلندی-ایرلندی دارد. او دو برادر به نام‌های الکسیس و فرانسیس دارد که آنها نیز بازیکن فوتبال هستند. آنها پسران کارلوس مک آلیستر و برادرزاده‌های پاتریسیو مک آلیستر هستند. برادر کوچکتر کوین، الکسیس، عضوی از تیم قهرمان جام جهانی فوتبال ۲۰۲۲، آرژانتین بود. پسر دایی او، لوچیانو گوایکوچا نیز یک فوتبالیست حرفه‌ای است.

## دوران باشگاهی

### آرژانتینوس جونیورز
کوین نیز مانند دیگر برادرانش، دوران حرفه‌ای بازی خود را از باشگاه فوتبال آرژانتینوس جونیورز آغاز کرد و در ۲۷ فوریه ۲۰۱۶ اولین بازی حرفه‌ای خود را در جریان باخت ۴ بر ۱ مقابل باشگاه فوتبال استودیانتس انجام داد. در ماه مارس ۲۰۱۸ کوین موفق شد اولین گل دوران بازی خود را در تقابل با باشگاه فوتبال جیمناسیا لاپلاتا به ثمر برساند.

#### بوکا جونیورز
در ژانویه ۲۰۱۹، کوین مک آلیستر با قراردادی قرضی به عضویت باشگاه فوتبال بوکا جونیورز درآمد.

### یونیون سن ژیلواز
در ۱۲ ژوئیه ۲۰۲۳، باشگاه بلژیکی سن ژیلواز اعلام کرد که مک آلیستر را با قراردادی سه ساله، با گزینه تمدید برای یک سال دیگر به خدمت گرفته‌است.
در ۵ اکتبر ۲۰۲۳، پس از اینکه برادرش الکسیس مک آلیستر به عنوان یار تعویضی در بازی مرحله گروهی لیگ اروپا مقابل لیورپول وارد زمین شد، او زمین را با برادرش تقسیم کرد.

## دوران ملی
او در سال ۲۰۱۷ برای بازی در تیم ملی فوتبال زیر ۲۰ سال آرژانتین به تیم ملی دعوت شد اما به علت مصدومیت فرصت حضور در مسابقات قهرمانی فوتبال جوانان آمریکای جنوبی به میزبانی اکوادور را از دست داد.